# Zuidwende
Zuidwende, Zuidwenda of Zuidwendinge is een wierde en voormalig voorwerk gelegen aan de Delthe in het vroegere kerspel Stitswerd in de gemeente Het Hogeland in de Nederlandse provincie Groningen. Op de plek staat tegenwoordig boerderij Oud-Zuidwenda (Stitswerderweg 28). Zuidwende betekent waterkering en zou volgens Holtman verwijzen naar een dijk langs de Delthe die werd aangelegd tussen Onderdendam en Zuidwende om een meander van de Delthe af te dammen die langs het voorwerk Barghuis liep.
Ten oosten van Oud-Zuidwenda stond vroeger aan de Stitswerderweg boerderij Nieuw-Zuidwenda. Beide boerderijen werden reeds gebouwd in de tijd van de kloosters. Beide namen zijn ontstaan in de tweede helft van de 19e eeuw toen beide boerderijen van een familie waren. Lange tijd stond Oud-Zuidwenda overigens bekend als Zuidwendinge. Het voorhuis van boerderij Oud-Zuidwenda was tot in de jaren 1950 opgetrokken in kloostermoppen, die ook in de fundamenten van de schuur waren gebruikt. Rond 1960 werden achtereenvolgens het voorhuis (1958), de schuur (1960) en de hal (1964) verbouwd. Nieuw-Zuidwenda werd in 1868 verbouwd. Rond 2010 is deze boerderij echter afgebroken en vervangen door een woonhuis. Tussen Oud- en Nieuw-Zuidwenda staat nog een boerderij.

## Geschiedenis
Het voorwerk was eigendom van de johannieter commanderij Warffumerklooster, die hier in 1284 omvangrijke bezittingen van de Abdij van Werden verwierf. Vermoedelijk hoorde het bij een omvangrijk landgoed, waartoe ook het nabijgelegen voorwerk Barghuis behoorde. Het lag op de wierde die omringd was door singels en grachten en had een eigen poortgebouw. Volgens Boer lag er bij Zuidwende ook een brug over de Delthe om sneller bij de commanderij van Warffum te kunnen komen. In 1837 was nog een waterpunt voorhanden, terwijl in het oostelijke deel van de wierde een begraafplaats werd vermoed. Hier zijn in de 20e eeuw inderdaad skeletresten gevonden. Bij het graven van een sloot zou men ook op de resten van een zeilschip zijn gestuit.
In een oorkonde uit 1503 over een brug bij Onderdendam wordt althans nog gesproken van de beide voerwarcken als Suijtwende ende Barchuijs (Barghuis). In een zerk die vroeger voor de deur lag stond volgens Roelf Gerrit Rijkens, die de boerderij in 1836 bezocht, met Romeinse cijfers het jaartal 1544 (MDXLIII). Mogelijk werd toen de (eerste) boerderij (Oud) Zuidwendinge gebouwd. Na de reductie werd de boerderij in 1595 geseculariseerd tot een provincieplaats. In 1767 verkocht de provincie zowel Oud-Zuidwenda als Nieuw-Zuidwenda aan de toenmalige pachters.
De grachten van het oude voorwerk werden deels gedempt in de 19e eeuw. Een deel van de gedempte grachten zijn nog zichtbaar als verlaging in het landschap. Een aantal andere grachten zijn nog steeds aanwezig. Tot in de 20e eeuw liep een voetpad vanaf Zuidwende langs de Delthe naar de zuidelijker gelegen boerderij De Delthe, dat bij een ruilverkaveling echter is verdwenen. 
In 2013 kwam de boerderij in het nieuws toen de eigenaar ervan werd beschuldigd illegaal een wierde nabij de boerderij te hebben afgegraven. De betreffende bult stond echter niet op de archeologische verwachtingskaart en daaropvolgende archeologische onderzoeken leverden geen vondsten op.